# Roger Behrens
Roger Behrens (* 1967) ist Publizist, Autor und Journalist und beschäftigt sich mit einer kritischen Theorie der Gesellschaft sowie mit der Philosophie und Ästhetik der Moderne und Postmoderne. Er ist wissenschaftlicher Mitarbeiter an der Helmut-Schmidt-Universität in Hamburg.

## Leben
Behrens studierte Philosophie und Sozialwissenschaften an den Universitäten Hamburg, Berkeley, Kassel und Maastricht. In Berkeley besuchte Behrens Vorlesungen von Martin Jay. In Kassel hörte er Ulrich Sonnemann. In Hamburg und Maastricht studierte Behrens vor allem bei Heinz Paetzold.
Roger Behrens ist Mitherausgeber des im Mainzer Ventil Verlag erscheinenden Buchmagazins Testcard. Beiträge zur Popgeschichte. Er ist Redaktionsmitglied der Zeitschrift für kritische Theorie, die von Gerhard Schweppenhäuser und Sven Kramer herausgegeben wird. Behrens schreibt regelmäßig unter anderem für die linke politische Wochenzeitung Jungle World und die monatlich erscheinende Zeitschrift Konkret. Außerdem veröffentlicht er Beiträge im Webzine beatpunk.org, in Phase 2 – Zeitschrift gegen die Realität und seit Ende der achtziger Jahre in Widerspruch – Münchner Zeitschrift für Philosophie. Behrens arbeitet in Hamburg beim Freien Sender Kombinat (FSK), einem Freien Radio.
2009 gründete Roger Behrens in Hamburg den Verlag Katzenberg in der Rechtsform eines Einzelunternehmens. In dem inhabergeführten Verlag erscheinen zum Beispiel Dokumentationen zum Verhältnis von Kunst, Politik und radikaler Gesellschaftskritik unter dem Titel Kunst, Spektakel und Revolution.

## Position
Roger Behrens befasst sich mit der Entwicklung der Kultur in der bürgerlichen Gesellschaft vom 18. Jahrhundert bis in die Gegenwart. Im Zentrum seiner Analysen steht dabei eine kritische Theorie der Popkultur im Zeitalter eines globalen Kapitalismus.
Die Popkultur deutet Behrens als eine Aufhebung der von Adorno und Horkheimer in der Dialektik der Aufklärung beschriebenen Kulturindustrie: Pop sei die Möglichkeit eines demokratischen Ausdrucks für eine Ästhetisierung der Politik im Sinne von Walter Benjamins Kunstwerk im Zeitalter seiner technischen Reproduzierbarkeit. Insofern analysiert Behrens den Pop als eine konkrete und praktizierte Ideologie kapitalistischer Gesellschaften im Übergang vom Fordismus zum Postfordismus.
Die Kulturindustrie (in der ersten Hälfte des 20. Jahrhunderts) verwandelte Kultur zur Ware. Mit dem Pop (zweite Hälfte des 20. Jahrhunderts) wird die Ware selbst zur Kultur erhoben. In seinen Analysen bezieht sich Behrens vor allem auf Herbert Marcuse, Guy Debord, und Peter Brückner. Zusätzliche Quellen sind für Behrens die Schriften Daniel J. Boorstins und von Edward Bernays, eines Neffen von Sigmund Freud.
Infolge seiner Analysen wendet sich Behrens durch eine Teilnahme an der Initiative I Can’t Relax in Deutschland gegen den zunehmenden Pop-Nationalismus – speziell in Deutschland.

## Auszeichnung
- 1997: Wissenschaftspreis der Rosa-Luxemburg-Stiftung Sachsen für Veröffentlichungen zur musikalischen Subkultur.

## Veröffentlichungen

### Monografien
- Postmoderne. Europäische Verlagsanstalt, Hamburg 2004, ISBN 3-434-46237-6.
- Kulturindustrie. Transcript, Bielefeld 2004, ISBN 3-89942-246-5.
- Verstummen. Über Adorno. Wehrhahn, Laatzen/Hannover 2004, ISBN 3-932324-80-3.
- Krise und Illusion. Beiträge zur kritischen Theorie der Massenkultur (Ästhetik und Kulturphilosophie). Lit-Verlag, Münster und Hamburg 2003, ISBN 3-8258-6423-5.
- Die Diktatur der Angepassten. Texte zur kritischen Theorie der Popkultur. Transcript, Bielefeld 2003, ISBN 3-89942-115-9.
- Adorno-ABC. Reclam, Leipzig 2003, ISBN 3-379-20064-6.
- Kritische Theorie. Europäische Verlagsanstalt, Hamburg 2002, ISBN 3-434-46114-0.
- Übersetzungen – Konkrete Philosophie, Praxis und kritische Theorie (Studien zu Herbert Marcuse). Ventil Verlag, Mainz 2000, ISBN 3-930559-58-7.
- Ton Klang Gewalt. Texte zu Musik, Gesellschaft und Subkultur. Ventil Verlag, Mainz 1998, ISBN 3-930559-46-3.
- Die Ungleichzeitigkeit des realen Humanismus. Konsequenzen, Experimente und Montagen in kritischer Theorie. Junghans, Dartford / Cuxhaven 1996, ISBN 3-926848-54-5.
- Pop Kultur Industrie. Zur Philosophie der populären Musik. Königshausen & Neumann, Würzburg 1996, ISBN 3-8260-1177-5.

### Herausgeberschaften
- Mit Kai Kresse und Ronnie M. Peplow: Symbolisches Flanieren. Kulturphilosophische Streifzüge. Festschrift für Heinz Paetzold zum 60. Wehrhahn, Laatzen/Hannover 2001, ISBN 3-932324-56-0.